# نانا فيسيتور
نانا فيسيتور (بالإنجليزية: Nana Visitor)‏ ممثلة أمريكية من مواليد 26 يوليو 1957.

## مواقع خارجية
- نانا فيسيتور على موقع IMDb (الإنجليزية)
- نانا فيسيتور على موقع روتن توميتوز (الإنجليزية)
- نانا فيسيتور على موقع ألو سيني (الفرنسية)
- نانا فيسيتور على موقع ميوزك برينز (الإنجليزية)
- نانا فيسيتور على موقع أول موفي (الإنجليزية)
- نانا فيسيتور على موقع قاعدة بيانات برودواي على الإنترنت (الإنجليزية)
- نانا فيسيتور على موقع قاعدة بيانات برودواي على الإنترنت (الإنجليزية)
- نانا فيسيتور على موقع قاعدة بيانات الأفلام السويدية (السويدية)
- نانا فيسيتور على موقع قاعدة بيانات الأفلام السويدية (السويدية)
- نانا فيسيتور على موقع إن إن دي بي (الإنجليزية)